# Science officielle
On parle de science officielle lorsqu'une théorie ou un paradigme dans le domaine des sciences acquiert une place dominante au niveau institutionnel. Cette notion véhicule des connotations idéologiques, le terme étant employé dans un sens péjoratif pour dénigrer le caractère institutionnel d'un point de vue, sans rapport avec la scientificité de la théorie discutée.

## Définition
L'opposition "Science officielle"/"Science alternative" n'est pas nouvelle, on en retrouve la trace dès le milieu du XIXe siècle dans le domaine de la musique. Elle est si ancrée que certains en font un critère de reconnaissance des pseudosciences.
Pierre Bourdieu définit en 1976 la science officielle comme un « ensemble de ressources scientifiques héritées du passé, qui existent à l'état objectivé, sous forme d'instruments, d'ouvrages, d'institutions, etc., et à l'état incorporé, sous forme d'habitus scientifiques, systèmes de schèmes générateurs de perception, d'appréciation et d'action qui sont le produit d'une forme spécifique d'action pédagogique et qui rendent possible le choix des objets, la solution des problèmes et l'évaluation des solutions. »
Il suggère également une définition de ce qu'il appelle "l'ordre scientifique établi", définition reprise par Alain Kaufmann en 1997 : « Outre les instances spécifiquement chargées de la consécration (académies, prix, etc.), [l'ordre scientifique établi] comprend aussi les instruments de diffusion, et en particulier les revues scientifiques qui, par la sélection qu'elles opèrent en fonction de critères dominants, consacrent les productions conformes aux principes de la science officielle, offrant ainsi continûment l'exemple de ce qui mérite le nom de science, et exercent une censure de fait sur les productions hérétiques soit en les rejetant expressément, soit en décourageant purement l'intention de publication par la définition du publiable qu'elles proposent. »

## Sciences humaines et sociales

### Manipulation historique
Dans l'Allemagne nazie, les sciences sont mises au service d'une idéologie : l'archéologie notamment doit alors établir la supériorité historique du peuple aryen pour légitimer les ambitions du Reich, des thèses racialistes et eugénistes servent à justifier les persécutions mises en place. La science officielle est alors celle qui conforte les préjugés du pouvoir en place.

### Théories économiques
En économie, le caractère officiel est plus rapporté à une orthodoxie idéologique des théories dominantes qu'à la congruence avec la réalité des théories en question. Le terme de science officielle est ainsi rapproché de science bourgeoise ou science libérale au début du XXe siècle, par exemple par Lénine en 1911.

### Sociologie
Bourdieu parle de "sociologie officielle" avec beaucoup de critique, notamment en 1976 :

« Fausse science destinée à produire et à entretenir la fausse conscience, la sociologie officielle [...] doit faire parade d'objectivité et de "neutralité éthique" (c'est-à-dire de neutralité dans la lutte entre les classes dont elle nie par ailleurs l'existence) et donner toutes les apparences d'une coupure tranchée avec la classe dominante et ses demandes idéologiques en multipliant les signes extérieurs de scientificité [...] »

## Sciences naturelles

### Histoire des sciences
Il est normal et attendu qu'au cours de l'histoire, il y ait des changements de paradigmes dans la science. Cela fait partie du processus d'histoire des sciences. Il arrive néanmoins que ces changements se heurtent à une résistance institutionnelle particulièrement âpre, notamment lorsque des scientifiques font usage de leur autorité pour censurer une théorie qu'ils désapprouvent. Ce fut par exemple le cas du chimiste et homme politique Marcellin Berthelot, qui défend une science officielle opposée à la thèse atomiste,, que l'histoire retiendra pourtant comme la plus appropriée.

### Génétique et idéologie
En URSS, la théorie chromosomique de Sutton et Boveri ne s'accorde pas avec l'idéologie du régime, qui considère qu'elle risque de légitimer la reproduction des classes sociales. Trofim Lyssenko développe une théorie divergente, issue du Lamarckisme, selon laquelle les caractères acquis peuvent être hérité par la descendance. Son influence lui permet d'imposer cette fraude comme science officielle, qui a des impacts durables sur l'histoire de la biologie en Russie.

### Usage moderne
Depuis la fin des années 1980, l'usage du terme "science officielle" s'est de plus en plus répandu dans les milieux pseudoscientifiques et d'étude du paranormal, ainsi que dans les médecines dites alternatives. Les partisans de disciplines telles que l'homéopathie ou l'astrologie considèrent leurs sujets comme des sciences, rejetées par la science officielle, tandis que les scientifiques considèrent ces théories comme des pseudosciences, rejetées par la science (sans qualificatif). 
En raison des exemples historiques de cas où la "science officielle" a eu spectaculairement tort, il s'effectue souvent alors une confusion entre théories qui n'auraient pas été étudiées par la science, ou insuffisamment pour trancher, et celles que la science a réfuté. Les pseudoscientifiques en mal de reconnaissance refusent le jugement de la science et accusent alors l'ensemble de la discipline de parti pris. La science même institutionnelle laisse pourtant une place aux théories alternatives. Jacques Benveniste a ainsi pu étudier la mémoire de l'eau dans un cadre institutionnel reconnu, pendant près de 10 ans, avant qu'il ne quitte son laboratoire lorsque sa théorie a été discréditée par des expériences ultérieures.